# Jan-Georg Deutsch
Jan-Georg Deutsch (* 5. September 1956 in Marburg; † 22. Dezember 2016 in Oxford) war ein deutscher Historiker, der in Oxford wirkte und sich mit Kolonialgeschichte und Geschichte Afrikas befasste.
Jan-Georg Deutsch ging in Burgwedel auf das Gymnasium mit dem Abitur 1977. Er wurde 1990 an der London School of Oriental and African Studies promoviert mit der Dissertation Educating the middleman. In den 1990er Jahren war er am heutigen Leibniz-Zentrum Moderner Orient in Berlin. Er war Associate Professor in Commonwealth History und Fellow des St Cross College an der Universität Oxford. Jan-Georg Deutsch befasste sich besonders mit der Kolonialgeschichte Deutsch-Ostafrikas und Tansanias, zum Beispiel schrieb er eine Monographie über die Duldung von Sklaverei in Deutsch-Ostafrika (von der Kolonialregierung geduldet um einheimische Eliten nicht vor den Kopf zu stoßen). Er war ein Vertreter der Geschichte von unten und forschte unter anderem in Sansibar (als Teil des Gesamtgebiets Indischer Ozean) und Nigeria.
Er organisierte Proteste, als sein Freund, der Historiker aus Sansibar und Experte für Sansibar Abdul Sherriff (* 1939), aus politischen Gründen seine Professur 2005 in Daressalam in Tansania verlor.

## Schriften
- Educating the middlemen: Political and economic history of statutory cocoa marketing in Nigeria, 1936–1947, Verlag Das Arabische Buch 1995
- Vom Bezirksamtmann zum Mehrparteiensystem–Transformationen politischer Herrschaft im kolonialen und nachkolonialen Tansania, in: Ulrich van Heyden, Achim von Oppen (Hrsg.), Kolonial Vergangenheit und neuer Aufbruch, Afrikanische Studien 7, Münster 1996, S. 21–47
- mit anderen: Afrikabezogene Nachlässe in den Bibliotheken und Archiven der Bundesländer Berlin, Brandenburg und Mecklenburg-Vorpommern, Verlag Das Arabische Buch 1997
- mit Albert Wirz (Hrsg.): Geschichte in Afrika. Einführung in Probleme und Debatten, Verlag Das Arabische Buch 1997
- The ‘Freeing’of slaves in German East Africa: The statistical record, 1890–1914, in: Slavery and Abolition, Band 19, 1998, S. 109–132
- Periodisierungen in der Afrikanischen Geschichte, in: Wiener Zeitschrift zur Geschichte der Neuzeit, Band 1, 2001, S. 105–108.
- mit Peter Probst, Heike Schmidt (Hrsg.): African modernities: entangled meanings in current debate, Heinemann 2002
- Absence of Evidence is no Proof? Slave Resistance under German Colonial Rule in East Africa, in: Klaas van Walraven (Hrsg.), Rethinking Resistance. Revolt and Violence in African History, Leiden: Brill 2002, S. 170–187.
- Zanzibar, in: Paul Tiyambe Zeleza, Dickson Eyoh (Hrsg.), Encyclopaedia of Twentieth-CenturyAfrican History, London 2002.
- mit Brigitte Reinwald (Hrsg.): Space on the Move: transformations of the Indian Ocean seascape in the nineteenth and twentieth century, Klaus Schwarz Verlag 2002
  - darin von Deutsch: The Indian Ocean and a very small place in Zanzibar
- Celebrating power in everyday life: The administration of law and the public sphere in colonial Tanzania, 1890–1914, in: Journal of African Cultural Studies, Band 15, 2002, S. 93–103
- Emancipation without abolition in German East Africa, c. 1884–1914, James Currie Publishers 2006